# 新第三紀
| 累代        | 代     | 紀       | 世     | 期                   | 基底年代 Mya |
| ----------- | ------ | -------- | ------ | -------------------- | ------------ |
| 顕生代      | 新生代 | 第四紀   | 完新世 | メガラヤン           | 0.0042       |
| 顕生代      | 新生代 | 第四紀   | 完新世 | ノースグリッピアン   | 0.0082       |
| 顕生代      | 新生代 | 第四紀   | 完新世 | グリーンランディアン | 0.0117       |
| 顕生代      | 新生代 | 第四紀   | 更新世 | 後期更新世           | 0.129        |
| 顕生代      | 新生代 | 第四紀   | 更新世 | チバニアン           | 0.774        |
| 顕生代      | 新生代 | 第四紀   | 更新世 | カラブリアン         | 1.8          |
| 顕生代      | 新生代 | 第四紀   | 更新世 | ジェラシアン         | 2.58         |
| 顕生代      | 新生代 | 新第三紀 | 鮮新世 | ピアセンジアン       | 3.6          |
| 顕生代      | 新生代 | 新第三紀 | 鮮新世 | ザンクリアン         | 5.333        |
| 顕生代      | 新生代 | 新第三紀 | 中新世 | メッシニアン         | 7.246        |
| 顕生代      | 新生代 | 新第三紀 | 中新世 | トートニアン         | 11.63        |
| 顕生代      | 新生代 | 新第三紀 | 中新世 | サーラバリアン       | 13.82        |
| 顕生代      | 新生代 | 新第三紀 | 中新世 | ランギアン           | 15.97        |
| 顕生代      | 新生代 | 新第三紀 | 中新世 | バーディガリアン     | 20.44        |
| 顕生代      | 新生代 | 新第三紀 | 中新世 | アキタニアン         | 23.03        |
| 顕生代      | 新生代 | 古第三紀 | 漸新世 | チャッティアン       | 27.82        |
| 顕生代      | 新生代 | 古第三紀 | 漸新世 | ルペリアン           | 33.9         |
| 顕生代      | 新生代 | 古第三紀 | 始新世 | プリアボニアン       | 37.8         |
| 顕生代      | 新生代 | 古第三紀 | 始新世 | バートニアン         | 41.2         |
| 顕生代      | 新生代 | 古第三紀 | 始新世 | ルテシアン           | 47.8         |
| 顕生代      | 新生代 | 古第三紀 | 始新世 | ヤプレシアン         | 56           |
| 顕生代      | 新生代 | 古第三紀 | 暁新世 | サネティアン         | 59.2         |
| 顕生代      | 新生代 | 古第三紀 | 暁新世 | セランディアン       | 61.6         |
| 顕生代      | 新生代 | 古第三紀 | 暁新世 | ダニアン             | 66           |
| 顕生代      | 中生代 | 中生代   | 中生代 |                      | 251.902      |
| 顕生代      | 古生代 | 古生代   | 古生代 |                      | 541          |
| 原生代      | 原生代 | 原生代   | 原生代 |                      | 2500         |
| 太古代      | 太古代 | 太古代   | 太古代 |                      | 4000         |
| 冥王代      | 冥王代 | 冥王代   | 冥王代 |                      | 4600         |
| 1. 2. 3. 4. |        |          |        |                      |              |

新第三紀（しんだいさんき、英：Neogene period）は、2,303万年前から258万年前までにあたる地質時代の一つ。鮮新世、中新世の2つの世に区分される。

## 大陸
新第三紀は世界的な大海進の時代で、海が大陸上に広がり、各地に海成の新第三系を堆積した。日本でも、中新世の地層は広く分布し、ことに関東地方以北の東北日本に広い。その下部は，変質した火山岩類を主とし、一般にグリーンタフと呼ばれている。この時代には日本列島の大部分が海底となった。同じ時期に現在の瀬戸内海付近を東西に続く内陸海も形成され，古瀬戸内海とよばれている。現在の日本列島の概形ができたのも新第三紀で、東北日本でも奥羽山脈などは、中新世末ごろから隆起に転じ、現在の山系をなすに至った。
海が広がるとともに、この時期には各地で造山運動が進行した。アルプス・ヒマラヤ地帯では、新第三紀初頭から山脈の隆起が始まり、その後期には大山脈を形成するに至った。
また、激しい火山活動を伴って弧状列島がこの時代に形成され、水陸の分布が現在に非常に近くなる。
インドがユーラシアに衝突し、アフリカやオーストラリアが北上したことで、北緯20-30度付近の中緯度高圧帯付近に大陸が配置される形になる。

## 気候
中新世の前期は世界的な温暖期であった。日本でも中部地方までが熱帯的となり、黒潮が北海道中部にまで及んでいた。このような温暖期はごく短期間しか続かず，中新世中期に終わりを告げる。その後気候は寒冷化傾向を強め，新第三紀末には、極域だけでなく中緯度の高山にも氷河が形成されるようになった。

## 生物相
新第三紀の生物界は、現在では絶滅した種が多いとはいえ、現生種と系統的に近縁なものが多い。哺乳類では草食動物のゾウ、カモシカ、ウマその他が発展し、それに伴ってこれを捕食する肉食動物も，現代型のするどい犬歯や稜の強い臼歯をもった大型のものが発展した。大型の類人猿が出現し、人類の祖先とされるサヘラントロプス・チャデンシスが登場したのもこの頃である。
草食動物の繁栄は、地球を温める環赤道海流の消滅、地球を冷やす周極海流の成立や、平原が構築されたことで、草原が拡大したことが大きい。
海生の貝類でも，現在なじみの深い多くの種類が新第三紀の初頭に出現し，発展を続けて現在に至っている。有孔虫もこの頃栄えた。
植物界では古第三紀との違いは著しくない。ウシやウマなど草食動物の繁栄にともない、捕食から逃れるため、草食動物に対抗した植物が出現。イネ科植物のように、プラントオパールと呼ばれる石英質粒子（細かい砂粒）を作る植物が進出・放散した。